# Mackenzie River husky

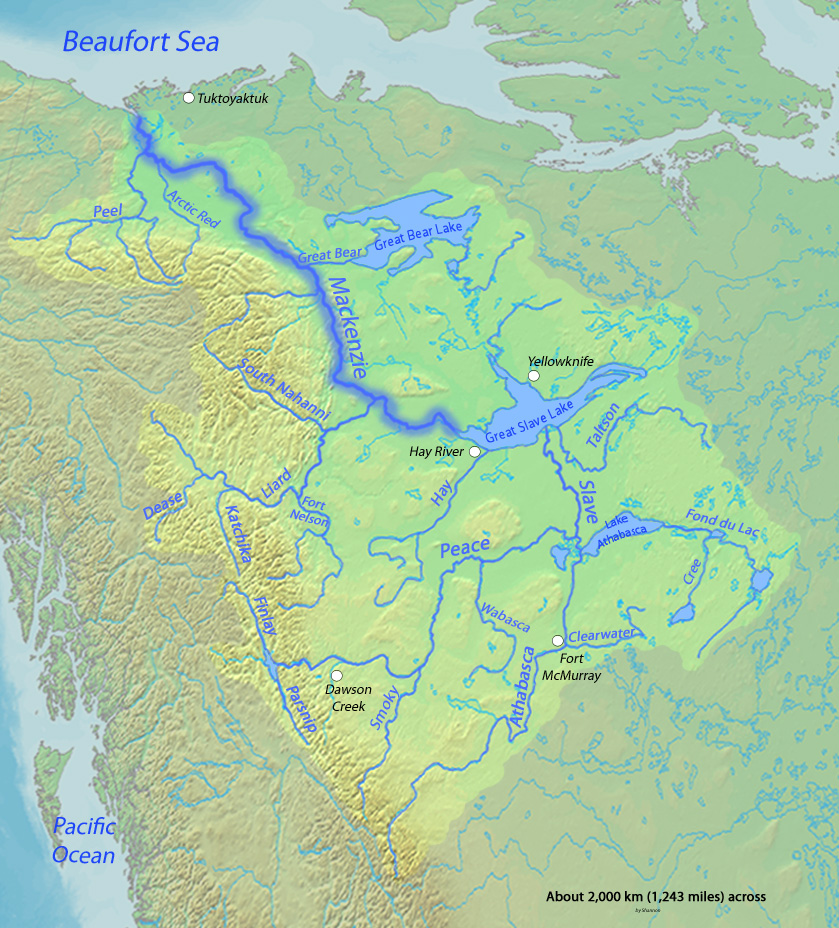
Mappa del fiume Mackenzie

Il Mackenzie River Husky o anche (in inglese: Husky Mackenzie River) è un termine che descrive diverse popolazioni etereogene di cani da slitta artici e sub-artici, nessuno dei quali è in sé una razza. 
Il nome deriva dal nome del Fiume Mackenzie ed è utilizzato per il nome della razza, che viene allevata in numerosi vivai del Nord America.
Questi cani hanno da 26 fino a 29 pollici (66 fino a 74 cm) di altezza e con un peso da 63 fino a 125 libbre (29 fino a 57 kg).
Di solito a pelo lungo, sono robusti, con petto profondo e gambe lunghe, costruiti per il trasporto pesante in fila indiana attraverso la neve profonda. I loro colori sono la solita gamma di cani del nord con il bianco e nero, sfumature di grigio e zibellino, marrone chiaro, biondo e rosso.